# 小行星4637
小行星4637（英語：4637 Odorico）是一颗围绕太阳公转的小行星。1989年2月8日，J. M. Baur在基翁斯发现了此天体。
这颗小行星的绝对星等为310.6183885794542等。